# پرسکات بوش
پریسکات بوش (به انگلیسی: Prescott Bush) (زاده ۱۵ مه ۱۸۹۵ – درگذشته ۸ اکتبر ۱۹۷۲) بانکدار و سیاستمدار آمریکایی بود، که فرزند و نوه وی به ریاست‌جمهوری ایالات متحده رسیدند. بوش از بانکداران ارشد وال استریت بود و در فاصله سال‌های ۱۹۵۲ تا ۱۹۶۳ نیز به‌عنوان سناتور ایالت کنتیکت فعالیت کرده‌است.
پریسکوت بوش، پدر جورج هربرت واکر بوش؛ ۴۱مین رییس‌جمهور ایالات متحده و پدربزرگ جورج دبلیو بوش؛ ۴۳مین رییس‌جمهور ایالات متحده آمریکا و جب بوش؛ ۴۳مین فرماندار فلوریدا می‌باشد.